# Счастливое (Новобугский район)
Счастливое (укр. Щасливе, до 2016 г. — Щорсово) — посёлок в Новобугском районе Николаевской области Украины.
Население по переписи 2001 года составляло 236 человек. Почтовый индекс — 55632. Телефонный код — 5151. Занимает площадь 0,67 км².

## Местный совет
55632, Николаевская обл., Новобугский р-н, с. Софиевка, ул. Гагарина, 3